# ティンクチャー (紋章学)
ティンクチャー（英: tincture、仏: couleur）は、紋章学における紋章の色のことである。ティンクチャーには、大きく分けて金属色 (metals) 、原色 (colours) 、毛皮模様 (furs) の3種類がある。中世ヨーロッパにおける紋章の本来の意義は、鋼鉄製の兜を被っていて顔が隠れている騎士あるいは貴族を戦場で誰であるかを識別するためのものであったため、遠くからでも判別できるように、紋章に使用できる色は非常に限定されていた。

## 基本色

### 金属色
金属色のティンクチャーにはアージェントとオーアの2色がある。アージェントは銀色を表し、オーアは金色を表すが、それぞれ白色と黄色で置き換え可能である。白あるいは黄を用いた場合であっても、それらの色は金属色と認識される。金属色は、原色に対して明るい色と定義され、しばしば「ライト・ティンクチャー (Light Tincture) 」と呼ばれる。
図の右半分はペトラサンクタの方法と呼ばれる方法でそれぞれのティンクチャーを表現した場合の模様である。中世ではエングレービングのような白黒ですべてを表現する古典的な印刷方法しかなかったため、印刷物の中で紋章を描こうとした場合には、色を使わずに白黒だけで表現しなければならなかった。そのための様々な方法が考案され、その中でもっとも広く用いられている方法がペトラサンクタの方法と呼ばれる方式である。

### 原色
原色のティンクチャーにはアジュール、ギュールズ、パーピュア、ヴァート及びセーブルの5色がある。アジュールは青色、ギュールズは赤色、パーピュアは紫色、ヴァートは緑色、セーブルは黒色を表す。原色は、金属色に対して暗い色と定義され、しばしば「ダーク・ティンクチャー (Dark Tincture) 」と呼ばれる。
この中で、パーピュアは青でも赤でもないはっきりしない色としてあまり好まれず、比較的紋章の中で用いられる頻度が低い。また、セーブルは中央ヨーロッパでは原色のティンクチャーとして扱われておらず、他の原色のティンクチャーの隣りに配置しても問題ないとされていた。
図の右半分はペトラサンクタの方法による表現である。セーブルは黒であるので、白黒の印刷物でもそのまま黒で表現できそうであるが、エングレービングなどは真っ黒に塗りつぶすのに非常に手間がかかったため、十字に交差する平行線で表現される。印刷技術が進んでくると、その色のとおりに真っ黒に塗りつぶされることもあった。

### 毛皮模様
毛皮模様のティンクチャーにはアーミンとヴェアの2色がある。アーミンはシロテンの毛皮を表し、ヴェアはリスの毛皮を表したものである。アーミンとヴェアはいずれも金属色1色、原色1色の2色を用いた模様であるが、紋章学上はこれらは1色として扱われ、金属色及び原色のどちらの隣りにも配置することができる。それらそれぞれの色を変更したり、模様の位置を入れ替えたりした変形があるが、これらもすべてティンクチャーとして1色と数えられる。

## 自然色

リモージュの紋章。聖マーシャルの顔から首の肌の色には自然色が指定されている。

自然色は英語ではプロパー (proper) と呼ばれ、上記のいずれのティンクチャーにも当てはまらない色に対して用いられる。本来は、「自然界に存在する色」という意味で、例えば人間の肌色がその代表例である。他にも植物のチャージを描く際に用いられる黄色（花のおしべやめしべに当たる部分の色）や緑色（葉の色）などの色はティンクチャーに属するが、チャージの一部の色を自然界の色としたい場合にはあえてオーアやヴァートとは記述せずに自然色と記述することがある。